# Antitankgeschut

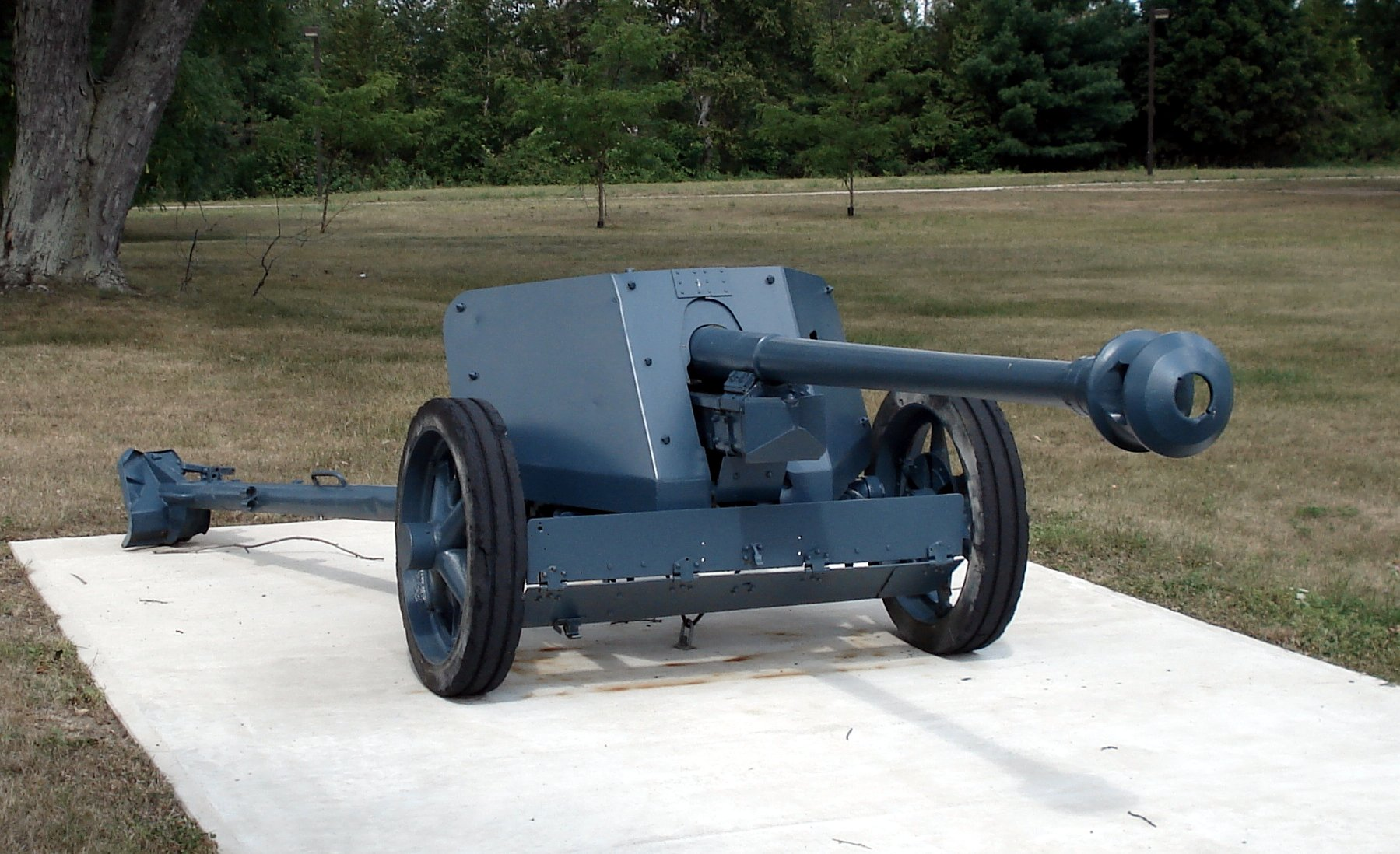
Duits PaK 40 75-mm antitankkanon

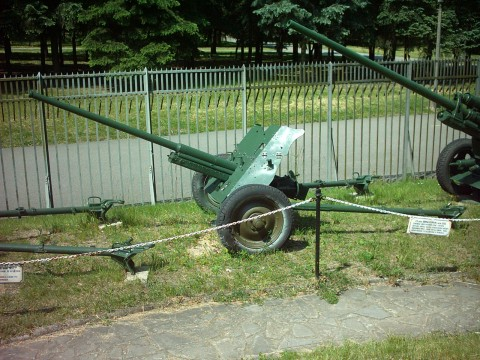
Sovjet 45-mm antitankkanon

Antitankgeschut is geschut bedoeld voor het uitschakelen van tanks en pantservoertuigen. Dit type antitankwapen maakt gebruik van kinetische energie: een relatief klein projectiel met een zo hoog mogelijke dichtheid (wolfraam, uranium) wordt met zo hoog mogelijke snelheid afgeschoten met als doel de bepantsering van de vijandelijke tank of pantserwagen te doorboren.
Antitankgeschut kenmerkt zich doorgaans door een laag profiel en een lange loop. Het eerste primitieve antitankgeschut werd in de Eerste Wereldoorlog ontwikkeld als antwoord op de inzet van tanks. De wapenwedloop tussen versterking van het tankpantser en het vergroten van het doordringend vermogen van het antitankgeschut leidde gedurende de Tweede Wereldoorlog tot een enorme toename van het gewicht en de omvang van antitankgeschut, waardoor het op den duur in gevechtssituaties niet meer handelbaar was. Na de Tweede Wereldoorlog is het antitankgeschut snel in onbruik geraakt en vervangen door geleide antitankwapens die gebruikmaken van chemische energie (de holle lading).
Antitankkanonnen die gebruikmaken van kinetische energie om de vijand mee uit te schakelen vormen wel nog steeds de hoofdbewapening van tanks.